# مشاري سنيور
مشاري سنيور؛ مواليد 5 ديسمبر 2001 في محافظة الوجه، السعودية، هو لاعب كرة قدم سعودي يلعب حالياً لنادي الرائد.